# Vlag van Soemy (oblast)

Vlag van Soemy

De vlag van Soemy is het symbool van de oblast Soemy en werd op 12 juli 2000 officieel in gebruik genomen.
De vlag, die een hoogte-breedteverhouding heeft van 2:3, toont het geel-blauwe oblastwapen in het midden van een blauw veld. Het wapen bestaat uit een schild met daarin een mijter, een graanaar en een kruis.